# Distrito de Rin-Hunsrück
El distrito de Rin-Hunsrück es uno de los veinticuatro distritos del estado alemán de Renania-Palatinado. Está ubicado en la zona centro del estado, entre los ríos Mosela al norte, Nahe al sur y Rin al oeste.
Tiene una población a finales de 2016 de 103 026 habitantes, una densidad poblacional de 100 hab/km² y una superficie de 382 km². Su capital es la ciudad de Simmern.

## Municipios
- Bickenbach
- Kappel
- Leiningen
- Niederweiler
- Rohrbach
- Schönborn
- Schwall
- Steinbach
- Urbar
- Wahlbach